# عباس کارگرجاوید
عباس کارگرجاوید فردی از اعضای بسیج است که متهم است گلوله‌ای که منجر به مرگ ندا آقاسلطان شد را شلیک کرده‌است و بعدها تصاویر و مشخصات شخصی وی در اینترنت پخش شد. عباس کارگر جاوید با حضور در صدا و سیما به مشکلات و مزاحمت‌های ناشی از درج مشخصاتش در اینترنت اعتراض کرد و مدعی شد این مشکلات باعث شده تا وی مجبور به تغییر محل اقامت خویش گردد.

## اتهام
آرش حجازی، پزشکی که هنگام جان سپردن ندا بر پیکر وی حاضر بوده‌است مدعی است که وی را در حالی که فریاد می‌زده «نمی‌خواستم بکشمش» دیده‌است. چند هفته پس از قتل ندا عکس‌ها و مشخصات وی به طور گسترده در اینترنت پخش شد و خانواده آقاسلطان از وی به اتهام قتل فرزندشان شکایت کردند. 

هاجر رستمی مطلق، مادر ندا در مرداد ۱۳۸۹ در حالی که ۱۴ ماه از قتل فرزندش می‌گذشت در گفتگویی با روزآنلاین مدعی شد که قاضی پرونده حکم جلب وی را صادر کرده‌است ولی وی ناپدید شده‌است. وی همچنین در همین زمینه اظهار داشت: «رد عبدالمالک ریگی را در آسمان زدند و او را بازداشت کردند اما چطور نمی‌توانند با گذشت نزدیک به دو ماه از احضار عباس کارگر جاوید، او را بازداشت کنند؟»

عبدالصمد خرمشاهی، وکیل خانواده ندا در این پرونده قتل نیز در همین ارتباط اظهار داشت: «براساس قانون، اگر بالفرض آدرس این فرد را ندارند می‌توانند از طریق مطبوعات آگهی داده و او را پیدا کنند. اما اینکه محذوراتی وجود داشته باشد یا حساسیت‌هایی باشد، در حاشیه پرونده می‌باشد و درخواست ما این است که خارج از چارچوب این حساسیت‌ها و این حاشیه‌ها به پرونده قتل ندا رسیدگی کنند.»

## مستند تقاطع
مستند تقاطع فیلم مستندی است به دو زبان فارسی و انگلیسی درباره قتل ندا آقاسلطان که در شب نخستین سالگرد انتخابات ریاست جمهوری ۱۳۸۸ از شبکه ۱ و شبکه ۳ سیمای جمهوری اسلامی ایران و همچنین پرس تی وی پخش شد.